# Chlaenius pusillus
Chlaenius pusillus är en skalbaggsart som beskrevs av Thomas Say. Chlaenius pusillus ingår i släktet Chlaenius och familjen jordlöpare. Inga underarter finns listade i Catalogue of Life.